# Microsoft Windows
Microsoft Windows（マイクロソフト ウィンドウズ）は、マイクロソフトが開発・販売するオペレーティングシステム (OS) の製品群である。グラフィカルユーザインタフェース (GUI) を採用している。Windows発売以前では高価なワークステーション（ハイエンドパソコンを上回る性能のデスクトップコンピュータ）でしか実現されていなかったマルチタスクやGUIを中心とした使い勝手の良さを、一般消費者が入手しやすい標準的な規格のパソコンに順次取り込んで行き、一般向けOSのシェアのほとんどを占めるに至り、今や大きな知名度を持つ。

## 概略
マイクロソフトが展開するOSのブランド名である。コマンド入力が中心でシングルタスクでしか動作しないMS-DOS(CUI)の代替として開発され、1995年発売のWindows 95で人気に火が付き、2000年代以降は世界で最も普及したOSとして、組み込みシステムやスマートフォン、サーバ、スーパーコンピュータまであらゆる機器にインストールされるようになった。ゲーム業界にも進出しており、ドリームキャストやXboxやアーケードゲームにもWindows CEが使われている。Windowsは一般消費者におけるデファクトスタンダードの地位にあると言え、組み込み機器やモバイル端末を除いたパーソナルコンピューターのOSとしては、ほとんどの人にとって人生で最初に触れるOSでもある。

## 開発の経緯
1990年代前半までのパソコンではシングルタスク（同時に1つのアプリケーションしか動かせない）かつ文字入出力を中心とした操作体系が普通であった。1985年から1995年にかけてMS-DOSの上で動くWindows 1.0からWindows 3.xまで開発されたものの、パソコンのCPUのシングルコア16bit、十数MHzから三十数MHz、メインメモリが数百kBから十数MBといった性能の低さやグラフィック表示機能の貧弱さが原因で、ウィンドウの表示自体が重荷であり（パソコン向けにウィンドウアクセラレータという拡張カードなども発売された）、ワークステーションで行えるようなウィンドウ切り替えによる並行作業は実用的ではないと見做されていた。従って、性能を要求するソフト（ゲームソフトや資料作成用ソフトなど）についてはWindowsを停止し、MS-DOSで実行することが主流となっていた。この当時、パソコン自体が数十万円は下らない程に高価で、加えてコマンドなどの専門知識が必要であることも鑑みると、非IT企業や家庭への導入にはかなり特殊な理由が必要となり、パソコンの普及のためにはユーザーが技術的詳細に触れなくてもパソコンの能力が発揮できるOSが必要不可欠であったが直感的な操作を実現する上での性能不足は否めなかった。
しかし、1990年代前半のパソコン向け32bitCPUの普及と動作周波数の向上とメインメモリの容量増加で状況が変わりつつあり、PC-UNIXの開発が開始されるなど、ワークステーションの真似事をパソコンに行わせることが実用的になりつつあった。そのような状況下で、企業・家庭を問わずパソコンを容易に扱えるようにするべくWindows 95の開発は進められた。Windows 95では家庭でもなんとか手が届く価格のパソコンにも搭載され始めた32bitCPU（特にIntel 80386以降のIA-32系統のCPU）の機能を活かして、百万円を優に超えるほど高価なワークステーションで提供されていたマルチタスク、マルチメディア、インターネット接続機能などをパソコンでも動作可能な形で次々と取り込んで行き、あらゆる情報を統合して閲覧・編集・整理・送受信できる個人所有可能なコンピュータを実現したことで、Windows 95では本当の意味でデジタル化された日常生活を実現可能にした。1995年当時、SunやSGIのワークステーションや、クリエイターに人気の高級PCであるMacintoshと比較した場合のWindows 95搭載PCの価格の低さは世界に衝撃を与え、大ブームを引き起こした。ようやくGUIとインターネット接続機能が簡単に使えるパソコンが庶民の手に届く価格（とはいっても日本では平均24万円台とまだ高額）になったことで、1990年代後半にはパソコン用OSのシェアで他を大きく引き離してトップになっていた（2009年10月にはインターネット上で使用されているクライアントの市場シェアの約90%を得ている）。DirectXの搭載により、専用のアクセラレータが利用できるようになり、高品質な画面描画や音声出力が可能になった。Windows 95の時点で従来の主力OSであったMS-DOSは16bitコードの互換機能としてWindowsの背後に隠蔽されるようになり、Windows 9x系の終了と共に開発が停止された。Windows 2000では一般向けでも完全な32bitOSであるWindows NT系に移行した。
パソコン用OSとしては、マイクロソフト社自身によるオフィススイートの提供やインターネット対応は勿論のこと、SteamやNetflixと言った一般向け娯楽配信サービスから、事務作業、設計、シミュレーション、ソフトウェア開発と言ったプロフェッショナル用途まで、多数のサードパーティーがアプリ開発に参画し、全ての用途を包括する環境が形成されたため、強力なプラットフォームに成長した。バージョンアップの過程では、MS-DOSに由来するカーネルの16bitコードとシステムリソースの制約が原因でブルースクリーンが多発したり、処理の効率化が不十分で動作が激しく重いバージョンが幾つかリリースされ、ユーザーからも不評を買っていたが、最新のWindows 11はOSとして成熟し、安定して軽快に動作するようになった。2025年1月時点の最新安定版は、デスクトップ版はWindows 11 バージョン 24H2、およびWindows 10 バージョン 22H2、サーバ版はWindows Server 2025、モバイル版はWindows 10 Mobile バージョン 1709、エンベデッドシステム版はWindows 10 IoTである。
Windowsの一般的な知名度は高いが、1960年代に開発が始まり、現代的なOSの始祖となったUNIX系OSとは全く異なる構造のOSであり、OSの歴史からすると特殊な存在であることには留意する必要がある。

## 製品展開
2024年3月1日時点で、Windowsは次の製品系統が展開されている。
- Windows NT系 - 1993年に登場したWindows NT 3.1を始めとする系統。マイクロカーネルの採用により多様なアーキテクチャのCPUへの移植が容易なことと、高い信頼性が特徴。ただしWindows 10はx86とx64、Windows 10 MobileはARMのみ、Windows Server 2012はx64のみに対応する。
  - Windows 11 Home / Pro / Enterprise - パーソナルコンピュータ用。
    - Windows 11 Pro For WorkStations - Proを基本にセキュリティを強化。ちなみに、一般的な個人ユーザーもProからそのまま有償でアップグレードすることができる。Intel XeonプロセッサやAMD EPYCプロセッサなどに使われる。

  - Windows 10 Home / Pro / Enterprise / S - パーソナルコンピュータ用。
    - Windows 10 Mobile - スマートフォン専用で、OS単体では販売されていない。Windows Phone 8.1の後継。現在はサポート終了済み。
    - Windows 10 IoT - IoT組み込みシステム用。Windows CEの後継。
    - Windows 10 Pro For WorkStations - Proを基本にセキュリティを強化。先述のWindows 11 Pro For WorkStations同様、一般的な個人ユーザーもProからそのまま有償でアップグレードすることができる。Intel XeonプロセッサやAMD EPYCプロセッサなどに使われる。

  - Windows Server 2025 Standard / Datacenter / Essentials - サーバ用。
  - Windows Server 2022 Standard / Datacenter / Essentials  - サーバ用。
    - Windows HPC Server - スーパーコンピュータに特化。

過去の製品
- Windows 3.x - MS-DOS上で起動する16ビットWindows。Win32sを使用することで一部の32ビットアプリケーションを動かすことも出来た。
- Windows 9x系 - Windows 3.1の後継で32ビット化された。Windows Meを最後にWindows XPなどのWindows NT系に一本化され、全開発・サポートが終了した。
- Windows Mobile - Windows CEをベースにしたモバイル用OS。Windows Phoneの前身。
- Windows Phone - スマートフォン用OS。Windows 10 Mobileに引き継がれ、現在は開発を終了している。
- Windows CE（または、Windows Embedded Compact） - 組み込みシステム用。Windows 10 IoTに引き継がれた。

## バージョン一覧

### パソコン向けのOS
いわゆるクライアント向けのOS。
| バージョン    | OS系列 | オリジナル版（英語版） | 日本語版       |
| ------------- | ------ | ---------------------- | -------------- |
| Windows 1.x   | DOS系  | 1985年11月20日         | 1986年11月     |
| Windows 2.x   | DOS系  | 1987年12月9日          | 1988年10月     |
| Windows 3.x   | DOS系  | 1990年5月22日          | 1993年5月12日  |
| Windows NT    | NT系   | 1993年7月27日          | 1994年1月28日  |
| Windows 95    | 9x系   | 1995年8月24日          | 1995年11月23日 |
| Windows 98    | 9x系   | 1998年6月25日          | 1998年7月25日  |
| Windows 2000  | NT系   | 1999年12月15日         | 1999年12月24日 |
| Windows Me    | 9x系   | 2000年9月14日          | 2000年9月23日  |
| Windows XP    | NT系   | 2001年8月24日          | 2001年9月6日   |
| Windows Vista | NT系   | 2006年11月30日         | 2006年11月30日 |
| Windows 7     | NT系   | 2009年9月1日           | 2009年9月1日   |
| Windows 8     | NT系   | 2012年8月16日          | 2012年8月16日  |
| Windows 10    | NT系   | 2015年7月29日          | 2015年7月29日  |
| Windows 11    | NT系   | 2021年10月5日          | 2021年10月5日  |

| バージョン | OS系列 |
| Windows 1.x | DOS系  |
| --- | ------ |
| - Windows 1.01 (1985年11月20日) - Windows 1.02 (1986年5月) - Windows 1.03 (1986年8月) - Windows 1.04 (1987年4月) |        |
| Windows 2.x | DOS系  |
| - Windows 2.0 (1987年12月9日) - Windows 2.03 (1987年12月9日) - Windows 2.10 (1988年5月27日) - Windows 2.11 (1989年5月13日) |        |
| Windows 3.x | DOS系  |
| - Windows 3.0 (1990年5月22日) - Windows 3.0a (1990年12月) - Windows 3.0 with Multimedia Extensions 1.0 (1991年12月) - Windows 3.1 (1992年4月6日) - Windows 3.0b (1993年) - Windows 3.11 (1993年11月8日) - Windows 3.2 (1993年11月22日) |        |
| Windows NT | NT系   |
| - Windows NT 3.1 (1993年7月27日) - Windows NT 3.5 (1994年9月21日) - Windows NT 3.51 (1995年5月30日) - Windows NT 4.0 (1996年8月24日) |        |
| Windows 95 | 9x系   |
| - Windows 95 (1995年8月24日) - Windows 95 OEM Service Release 1 (1996年2月14日) - Windows 95 OEM Service Release 2 (1996年8月24日) - Windows 95 OEM Service Release 2.1 (1997年8月27日) - Windows 95 OEM Service Release 2.5 (1997年11月26日) |        |
| Windows 98 | 9x系   |
| - Windows 98 (1998年6月25日) - Windows 98 Second Edition (1999年5月5日) |        |
| Windows 2000 | NT系   |
| - Windows 2000 (1999年12月15日) |        |
| Windows Me | 9x系   |
| - Windows Me (2000年9月14日) |        |
| Windows XP | NT系   |
| - Windows XP (2001年8月24日) |        |
| Windows Vista | NT系   |
| - Windows Vista (2006年11月30日) |        |
| Windows 7 | NT系   |
| - Windows 7 (2009年9月1日) |        |
| Windows 8 | NT系   |
| - Windows 8 (2012年8月16日) - Windows 8.1 (2013年8月27日) - Windows 8.1 Update (2014年4月8日) |        |
| Windows 10 | NT系   |
| - Windows 10 Version 1507 (2015年7月29日) - Windows 10 Version 1511 (2015年11月10日) - Windows 10 Version 1607 (2016年8月2日) - Windows 10 Version 1703 (2017年4月5日) - Windows 10 Version 1709 (2017年10月17日) - Windows 10 Version 1803 (2018年4月30日) - Windows 10 Version 1809 (2018年11月13日) - Windows 10 Version 1903 (2019年5月21日) - Windows 10 Version 1909 (2019年11月12日) - Windows 10 Version 2004 (2020年5月27日) - Windows 10 Version 20H2 (2020年10月20日) - Windows 10 Version 21H1 (2021年5月18日) - Windows 10 Version 21H2 (2021年11月16日) - Windows 10 Version 22H2 (2022年10月18日) |        |
| Windows 11 | NT系   |
| - Windows 11 Version 21H2 (2021年10月5日) - Windows 11 Version 22H2 (2022年9月20日) - Windows 11 Version 23H2 (2023年10月31日) - Windows 11 Version 24H2 (2024年10月1日) |        |

### サーバー向けのOS
| サーバー向けのWindows OS | サーバー向けのWindows OS |
| バージョン（発売日） | ベースとなるOS           |
| --- | ------------------------ |
| - Windows Server, Limited Edition （2001年8月28日） | Windows 2000             |
| - Windows Server 2003 (2003年8月24日) - Windows Server 2003 R2 (2005年12月6日) - Windows Home Server (2007年11月4日) | Windows XP               |
| - Windows Server 2008 (2008年2月4日) | Windows Vista            |
| - Windows Server 2008 R2 (2009年7月22日) - Windows Home Server 2011 (2011年4月6日) | Windows 7                |
| - Windows Server 2012 (2012年8月1日) | Windows 8                |
| - Windows Server 2012 R2 (2013年10月17日) | Windows 8.1              |
| - Windows Server 2012 R2 Update (2014年4月8日) | Windows 8.1 Update       |
| - Windows Server 2016 (2016年9月26日) - Windows Server Version 1709 (2017年10月17日) - Windows Server Version 1803 (2018年4月30日) | Windows 10               |
| - Windows Server 2019 - Windows Server Version 1809 (2018年10月2日) - Windows Server Version 1903 (2019年5月21日) - Windows Server Version 1909 (2019年11月12日) - Windows Server Version 2004 (2020年5月27日) - Windows Server Version 20H2 (2020年10月20日) | Windows 10               |
| - Windows Server 2022 （2021年9月18日） - Windows Server Version 21H2 (2021年9月18日) | Windows 10               |
| - Windows Server 2025 (2024年11月4日) - Windows Server Version 24H2 (2024年11月4日) | Windows 11               |

### 組み込み機器向けのOS
組み込み機器向けのWindowsとしてWindows Embeddedと呼ばれるOS群が開発されていた。2015年からは後継となるWindows 10 IoTが開発されたが、現在はそちらもサポートが終了している。
| 組み込み機器向けのWindows OS | 組み込み機器向けのWindows OS                      |
| バージョン（発売日） | 系列                                              |
| --- | ------------------------------------------------- |
| - Windows CE 1.0 (1996年11月16日) - Windows CE 1.01 (不明) |                                                   |
| - Windows CE 2.0 (1997年9月29日) - Windows CE 2.11 (不明) | Windows Embedded CE (Windows Embedded ファミリー) |
| - Windows CE 3.0 (2000年6月15日) | Windows Embedded CE (Windows Embedded ファミリー) |
| - Windows CE 4.0 (2002年1月7日) - Windows CE 4.1 (不明) - Windows CE 4.2 (不明) | Windows Embedded CE (Windows Embedded ファミリー) |
| - Windows CE 5.0 (2004年8月) - Windows CE 5.2 (不明) | Windows Embedded CE (Windows Embedded ファミリー) |
| - Windows Embedded CE 6.0 (2006年11月1日) - Windows Embedded CE 6.0 R3 (2009年9月22日) | Windows Embedded CE (Windows Embedded ファミリー) |
| - Windows Embedded Compact 7.0 (2011年3月1日) | Windows Embedded CE (Windows Embedded ファミリー) |
| - Windows Embedded Compact 2013 (2013年6月) | Windows Embedded CE (Windows Embedded ファミリー) |
| - Windows 10 IoT Version 1507 (2015年8月10日) - Windows 10 IoT Version 1511 (2015年12月3日) - Windows 10 IoT Version 1607 (2016年8月) - Windows 10 IoT Version 1703 (2017年4月) - Windows 10 IoT Version 1709 (2017年10月) - Windows 10 IoT Version 1803 (2018年4月) - Windows 10 IoT Version 1809 (2018年10月) | Windows 10 IoT                                    |

### モバイル端末向けのOS
| モバイル端末向けのWindows OS | モバイル端末向けのWindows OS |
| Windows Mobile向け | Windows Mobile向け           |
| --- | ---------------------------- |
| - Pocket PC 2000 (2000年4月19日) - Pocket PC 2002 (2001年10月4日) - Windows Mobile 2003 (2003年6月23日) - Windows Mobile 2003 Second Edition (2004年3月24日) - Windows Mobile 5.0 (2005年5月9日) - Windows Mobile 6.0 (2007年2月12日) - Windows Mobile 6.1 (2008年4月1日) - Windows Mobile 6.5 (2009年5月11日) |                              |
| Windows Phone向け |                              |
| - Windows Phone 7 (2010年11月8日) - Windows Phone 8 (2012年10月29日) - Windows Phone 8.1 (2014年4月10日) - Windows 10 Mobile (2015年11月16日) |                              |

## 歴史

Windows ファミリー 系列

### 初期のバージョン
Windowsは1981年9月に開始したInterface Managerというプロジェクトから始まる。1983年11月にWindowsが発表されたが、それから2年後の1985年11月までリリースされなかった。
Windows 1.0はMS-DOS上で動くアプリケーションの一種でシェルに過ぎなかった。MS-DOSの扱える640KBのコンベンショナルメモリをさらにWindowsのシステムに占有されたため、実際にアプリケーションを動かすためのフリーメモリがほとんど残らず実用には程遠かった。Windows 1.0は、複数のウィンドウを画面にウィンドウ自体を重ねて表示せずに、タイル状に表示した。ダイアログ ボックスだけは、ウィンドウに重ねて表示できた。
1987年にリリースされたWindows 2.0はウィンドウの重ね合わせが可能となった。MS-DOSから利用出来るメモリ容量を拡張するEMSメモリを利用することによって、一応は640KB以上のメインメモリが利用できるようになり、1.0に比べて実用性が大幅に高まった。しかし、ゲームなどの重いアプリケーションを実行するにはまだ実用的ではなかった。
1980年代のWindowsは機能だけ見た場合にはMS-DOSで動くウィンドウマネージャの一種であり、OSと呼ぶには不足している機能が多かった。

### Windows 3.0と3.1
1990年に発売されたWindows 3.0は、操作感の改良やタスク管理、メモリ管理など、各種機能が網羅的に強化された。日本では、当時のDOS/Vの流行とともにその事実上の後継であるWindows 3.1が爆発的に売れるようになった。それまでは各アーキテクチャ毎に実質的に個別のアプリケーションソフトが必要だったが、パソコンのアーキテクチャの相違をWindowsで吸収することにより、一つの操作方法と一つのアプリケーションソフトが複数のアーキテクチャのパソコンで共有できるようになった。アーキテクチャそれぞれの強みは意味をなさなくなり、単純な性能と価格の比較でアーキテクチャの淘汰が行われた。1990年代後半に至ると、PC/AT互換機とその後継アーキテクチャが存続する事実上唯一のアーキテクチャとなった。
各社から発売される非純正のアプリケーションソフトも徐々に増え、不足していたWindowsに追加するネットワーク機能なども他社から供給されるようになってきた。1990年から1995年にかけて、Windows 3.0とWindows 3.1は全世界で1億台、日本国内でも400万台が出荷され、Windowsは事実上の標準の地位を確立した。Windows 3.1ではオプションとしてWin32sが存在し、一部の32ビットアプリケーションが使用可能になった。
この当時、Windowsのようなウィンドウマネージャの実行自体が負荷の高い処理であり、ゲームなどのグラフィックを扱うアプリケーションではメインメモリが不足することから、MS-DOS専用の作品が多かった。リソース不足への対応として、アプリケーションの性質に応じてWindowsとMS-DOSを切り替えて利用しなければならず、まだ一般向けとは言い難いものがあった。

### Windows 95 / 98 / 98SE / Me
1995年秋にWindows 95が発売され、一般のパソコンでハイカラー（16bitカラー）以上の美麗なGUIを本格的に利用可能にしたことと、インターネット対応を謳ったことで世界的なヒット商品となった。Windows 3.xとは異なりOSの大部分が32ビット化されており、各アプリケーションが固有のメモリ空間を持つなど設計が大きく改善されているが、16ビットアプリケーションとの互換性のため不安定な面も残っていた。MS-DOSは起動時と32ビットドライバがない場合のレガシードライバとして使われるだけでOSそのものは原則としてMS-DOSを使用していない。Windows 3.1までのプログラムマネージャとファイルマネージャはWindows エクスプローラーに統合された。また、Windowsのスタートボタンなど新しいGUIや、TCP/IPなどのネットワーク機能を標準装備。16ビットアプリを除きほぼ完全なプリエンプティブ・マルチタスクが可能となった。MS-DOSはWindowsの背後に隠蔽され、DOSプロンプトやDOSモードへの切り替え以外では表に出て来なくなった。
Windows 95の成功により、競合したMac OSやOS/2とのシェアの差は拡大した。特に日本ではネットワーク標準搭載のWindows for Workgroupsが発売されていなかったこともあり、Windows 95の発売された1995年は、パソコンやインターネットの普及の元年とも言われた。その後のWindowsシリーズではGUIは大きく変更されず、多くの操作においてWindows 95の操作性が基盤となった。
1998年にWindows 95にInternet Explorer 4.0の統合を行ったWindows 98がリリースされた。翌年にWindows 98の小改良を施したWindows 98 Second Edition (Windows 98 SE) がリリースされた。
2000年に最後のWindows 9x系であるWindows Meがリリースされた。Windows 9x系はWindows 98 SEを最後としてWindows NT系のWindows 2000に統合する計画もあったが、最終的にはWindows 2000は上級者向けとしてProfessionalエディションを一番下のエディションとして発売され、代わりにホームユーザー向けとしてWindows Meが発売された。
Windows 9x系のOSはMS-DOSを使用せずアプリケーションからハードウェアを直接アクセスすることも原則として使用できなくなったが、DOSプロンプト内など一定の条件で使用することも可能となっており、これは過去のソフトウェアとの互換性や処理負荷の軽減といったメリットをもたらしたが、不安定な動作を引き起こすことがありブルースクリーンが出てしまうような現象が度々発生した。

### Windows NT系
NTは高可用性が要求されるビジネス向けの市場のためにリリースされた。Windows 9xの開発の終了により、9xの役割も要求されるようになった。最初にリリースされたWindows NT 3.1から、NT3.5（1994年）、NT3.51（1995年）、NT4.0（1996年）と、ほぼ1年ごとにリリースされた。2000年にWindows 2000がリリースされ、NTが消費者用としても以前に比べて採用されるようになった。2001年に消費者向けの用意された初めてのNTカーネル搭載のOSであるWindows XPがリリースされた。2003年にWindows Server 2003がリリースされた。それまでマイクロソフトはセキュリティ問題を軽視していたことで社会問題へと発展し、その回答として見た目などは変えずに全面的に作り直したWindows XP Service Pack 2を提供することになった。
Windows XP Service Pack 2の開発と、1994年から利用していた内部システムの全面刷新に手間取り、それまで2、3年間隔で発売していたWindowsだったが、Windows XPの発売から5年が経過した2006年にWindows Vistaが、2008年にはWindows Server 2008がリリースされた。だがその後もXPは消費者を中心に人気を博し、ウェブ・トラフィックのシェアにおいては2015年にWindows 10がリリースされた後も拡大した。その6ヶ月後、ようやくXPのシェアはWindows 10に追い抜かれた。ちなみにその時点のトップはWindows 7である。
NTのGUIは、同時期にリリースされた消費者向けのWindowsと似たインタフェースを採用した。NTは用途や要求に対応するエディションが複数あり、Windows XPでは以前に比べて一気に増えた。

#### 64ビットオペレーティングシステム
Windows NT 3.1からNT 4.0まで対応していた、PowerPCやDEC Alpha、MIPS R4000は64ビットプロセッサとしても使用できたが、NTは32ビットプロセッサとして使用した。64ビット用も存在したが、出荷されなかった。
本格的に64ビットに対応したのは、Intel Itaniumからであり、Windows XP 64-Bit EditionとWindows Server 2003 for Itanium-based Systemが出荷された。これは主にサーバと高度な性能のワークステーション向けのリリースであり、それ以外は64ビットプラットフォームはなかった。しかし、AMD x86-64 が発表されると一般ユーザーが容易に64ビットに移行できる基礎環境が整い、OS単体での販売は行われなかったものの2005年にWindows XP Professional x64 EditionとWindows Server 2003 x64 Editionsがリリースされた。x64に対応したことにより、ワークステーションとしてItaniumをサポートしていたWindows XP 64-Bit Editionは一切の対応を終了した。Windows Vistaでは64ビットに本格的に移行するためにそれまで一部に限られた出荷から、ユーザーのオーダーに応じた64ビットのディスクの送付、パッケージへの32ビット用と64ビット用の同時封入といった対応が始まった。サーバーエディションは32ビット版の提供がWindows Server 2008を最後に終わり、Windows Server 2008 R2からは64ビット版のみ提供されている。クライアントエディションでは32ビット版の提供はWindows 10で終わり、Windows 11では64ビット版のみ提供されている。

### Windows CE
Windows CEは主に組み込み用途を中心とした用途で使用されており、モバイル端末やカーナビゲーションシステム、セガ製ゲーム機のドリームキャストで採用されている。2020年までは、電子辞書Brainなどにも搭載されている。

## 特徴
互換性
Windowsは各バージョン間で、アプリケーションプログラムや周辺機器の互換性を基本的には保っているが、細部では動作しないものもある。特に、過去の9x系とNT系の間、過去の16ビットAPI (Win16) と32ビットAPI (Win32) の間、2009年時点の32ビット版と64ビット版の間、Windows XPとWindows Vistaの間、Windows 7とWindows 8/8.1の間など。もっとも、Windows XPからWindows Vistaへの移行は順調に進まず、Windows 7では仮想マシンで古いバージョンとの互換性を確保する「Windows XPモード」が追加された（2014年4月8日(日本時間4月9日)を以ってWindows XPの延長サポート終了と同時にサポート終了）。
信頼性
Windowsの信頼性・安定性は、DOSアプリケーションや16ビットアプリケーションとの互換性が必要な3.xや9x系では多数の問題があったが、9x系と同時期に開発されていたNT系は当初から設計が大幅に異なり高い安定性を実現していた。また、Windowsは圧倒的にユーザー数が多く、コンピュータウイルスやハッカー（クラッカー）の標的になりやすいOSと考えられている。このため、Windows 9x系やWindows XP以前のNT系の脆弱性は深刻な社会問題となり、Windows XP SP2やWindows Vistaではセキュリティに重点が置かれた改良がなされた。
セキュリティ
Windowsについては、他のOSに比べセキュリティホールが悪用される確率が高い。この理由として、シェアが大きく初心者からビジネスユーザーまでさまざまなユーザーがいることから、クラッカーの標的にされやすいこと、OS自体にセキュリティホールが出現しやすい構造上の問題があるなどの原因が指摘されている。Windowsパソコンに侵入するコンピュータウイルスを駆除するために作られたアンチウイルスソフトウェアの種類も多く、多くの場合、メーカー製パソコンでは無料体験版がプリインストールされている。また、マイクロソフト自体も無償で利用可能なMicrosoft Security EssentialsやEnhanced Mitigation Experience Toolkitなどを提供している。
2001年の "Nimda" 騒ぎ以降、2003年のMSBlastなど、コンピュータウイルスやワームの被害は連続して発生しており、最近ではスパイウェアが問題になっている。Windows内の要素では、標準で搭載されているInternet Explorer（ウェブブラウザ）やOutlook Express（電子メールクライアント）にセキュリティホールが発見されることが多い。また、ユーザー数・社員数ともに規模が大きい割りに対応が遅れることが多いマイクロソフト内の体質を原因と挙げる経済学者もいる。
また、Windowsにセキュリティホールが多発する理由に、Windows APIの設計の問題がある。Windows APIはオブジェクト指向を取り入れて、カーネル側オブジェクトを保持している構造体やクラスのアドレスをハンドル値とし、ユーザープロセスに渡す。このため、ユーザーAPIから渡されたハンドル値が不正だったり、別のオブジェクトを指すハンドルにすり替えたりしてしまうと、保護されたカーネル空間というセキュリティを突破して、不正なアクセスをカーネル側で実行させることができてしまう。この問題はWindows NT 4.0の時代にあらゆるAPIで存在し得ることが発覚し、カーネル空間以外の場所に存在するオブジェクトを参照しないようセキュリティ修正が加えられた。

Windows Vistaでは、当初Windows APIに替わる新API、WinFXを中心に据えようという目論見がなされていた。これはWindows APIが持つ欠点を解消する最も確実な手段と言える。しかし、この計画はユーザー側の賛同を得られず、マイクロソフトは撤回した。その代わり、Security Development LifecycleプロセスでWindows APIの弱点を洗い出して手当たり次第修正し、さらにWin32kやNTカーネルに組み込まれていたモジュールを切り離し、ユーザ空間で動作するWindowsサービスモジュールにすることでWindows APIの根本的な弱点を封じ込める修正を行った。この改修の成果は、Windows Vista発売以後、Windows Updateで提供された修正モジュールがWindows XPよりも少ないという形で現れている。なお、Windows APIに替わるという計画はなくなったものの、WinFXは.NET Framework 3.0 としてWindows Vistaに搭載されている。
サービスパック
Windowsに発見されたセキュリティホールなどの不具合に対して、頻繁に修正モジュールがリリースされている。これらの修正モジュールの集成して動作検証したパッケージをService Pack（サービス パック 略称：SP）という形で発行している。最新のWindows 10では、発売体系の変更に伴いService Releaseに変更された。
SPを適用することによってセキュリティの強化、新機能の追加などのメリットを得られる。(例としてWindows VistaのSP2は適用することである程度動作が軽くなるという利点があった。ただし当時の主要メーカーのパソコンはCeleronが主流であったため、この限りではない)
ただし、システムに若干の改変を加えるために、一部のアプリケーションの動作に支障をきたすなど問題を引き起こすこともある。また、特定のサービスパックのバージョンに依存するソフトウェアも存在する。現にWindows XPにSPを導入したことが原因で、ヤマハ製のサウンドカードが搭載されたパソコンでサウンドが鳴らなくなるトラブルもあった。これらの問題から、特に企業においては適用されないこともあるが、マイクロソフトは強く適用を推奨している。
また、Windows XP SP2には「Microsoft Windows XP Service Pack 2セキュリティ強化機能搭載」という正式名称が付けられている。これには、マイクロソフトはセキュリティに力を入れていなかったという従来の方針を転換し、今後はセキュリティを最重要課題としてユーザーの印象を変えていくという意味合いがある。マイクロソフトは、Service Packが適用されていないバージョンのみを指す場合に「RTM (Release To Manufacturing)」や「Gold」と表記する。
Sモード
Windows 10と11にはSモードという動作バージョンが存在する。Microsoft Storeでしかアプリがインストール出来ない他、コマンドプロンプト(cmd.exe)やレジストリーエディター(regedit.exe)が開かない。

## ライセンス

### x86、x64版Windowsのライセンスの種類
Windowsのバージョンやエディションなどによっては存在しない製品形態もある。
リテール版（フルインストール版とアップグレード版）
通常のWindows販売に用いられるもので、パッケージ版とダウンロード版とがあり、その価格がWindowsの通常価格となる。DSP版やOEM版とは違い、32ビット版と64ビット版のインストールディスク（Windows 7、およびWindows 8/8.1の各種パッケージ版での場合）、または32ビット版と64ビット版の各種インストールファイルを一つにまとめたUSBメモリ（Windows 10、およびWindows 11の各種パッケージ版での場合。ただし、Windows 11以降は64ビット版のみの提供）が同梱されており、ユーザーはその一方を自由に選択して使うことが可能。
DSP版（フルインストール版）
販売形態としてはWindowsを組込んだ製品を販売する業者向けのもの。ライセンス上の扱いはOEM版と同等で、実際Windows XP MCE 2005でDSP版が発売されるまで自作PC市場では全てOEM版と呼ばれていた。しかし、厳密にはDSP版はダウングレード権が無いという違いがある。販売段階でなんらかの部品の付属品として購入する形態になっており、また付属品の対象にできる部品はいくつかの種類が規定されていて、その部品を組み込んだ状態でのみライセンスが有効となる。対象とした部品を破棄、あるいは破損し使用できなくなった場合、ライセンスも消滅する。
OEM版
いわゆるパソコンメーカーの製品にプリインストールされたもの、パソコン本体から切り離して、別のパソコンで動かすことは禁じられている。この制限のため、OEM版は通常価格よりも大幅に安価で供給されている。ただし、パソコンの部品構成の変更についての制限は明言されていないため、マザーボード交換やケース交換を行ったうえでOEM版Windowsを利用し続ける事例は多い（パーツの入れ替えは、場合によってはテセウスの船と同様の矛盾が生じるため、賛否両論がある）。
ボリュームライセンス (VL) 版
大量導入時など複数本のライセンスを一括購入する販売形態。購入プログラムの形態により、最低購入数および価格が異なる。原則としてインストールディスクは付属せず、ダウンロード形式でマイクロソフト社のサイトよりインストールイメージを入手するか、別途メディアキットを購入する必要がある。「譲渡時にライセンス取得時に取得したものをすべてまとめて譲渡する」という規定があり、バラ売りはライセンス上、明確に禁じられている。購入者に制限はないため、個人でも購入ができる。また、ソフトウェアアシュアランスと呼ばれる、ダウングレードやライセンスモビリティ、期間中のアップグレード保証などに関する権利を追加出来る唯一のライセンス形態であり、それらが必要な利用形態ではこの形態での購入が必要となる。
このほか、MSDNサブスクリプション、TechNetサブスクリプションでもWindowsのライセンスが提供されている。ただし、それぞれソフトウェア開発・検証、Windowsの評価などと利用目的に制限がある。

### 緊急時におけるライセンスによる制限
過去のWindowsにおいてはメディアやキーとライセンスは不可分であり、調達元が異なるものでの代用が難しかったため、Windowsの調達でもっとも一般的であるOEM版によるプレインストールPCなど、Windows標準のインストールメディアが付属しない調達形態ではリカバリなど一部の機能について使用に大きな制限があった。
この制限については、2017年現在のWindows 10ライセンスでは不可分とされる記述はなくなり、また、ダウングレード権においては任意の調達元のメディアやキーが利用できるなど、徐々に緩められている。

## 市場占有と問題

### 市場シェア
Windowsはパーソナルコンピュータ市場では、1990年代後半よりデファクトスタンダードの地位を得た。このため、対応するコンピュータ（メーカー）、周辺機器、アプリケーションも多く、またユーザー数、操作方法の情報なども多い。Windowsが普及した背景には、マイクロソフト自身は一部の周辺機器を除いてハードウェアを製造せず多数のハードウェアメーカーへのOEM供給路線を続けたこと、ライバルのMacintoshやOS/2の必要とするハードウェアが当時は高価だったこと、オフィスソフトであるMicrosoft Office(Office自体はMacintoshでも動作する)や専用のマルチメディアAPIであるDirectXで作成されたゲームプログラムが市場に広く受け入れられ、キラーアプリケーションとなったこと、20世紀末期から21世紀にかけてのダウンサイジングの潮流に乗ったこと、ネットワーク機能やPOSIXサブシステムなどの極めて少数のコンポーネントを除き、完全な独自設計となっており、Windows製品以外との互換性や移植性が低く、他のプラットフォームへの移行が非常に困難であることなどが挙げられる。
近年はモバイル端末の進化により若い世代はあまり個人でパーソナルコンピュータを使用しなくなっており、それらを含めたシェアに関しては比較的厳しい状況にある。

### 独占の問題
Windowsはマイクロソフトによる独自仕様のソフトウェア製品（プロプライエタリソフトウェア）であり、その製品構成や販売手法をめぐり2009年時点でもいくつかの国で独占禁止法訴訟が起きている。独占の影響を回避するため、官公庁などの公的機関でLinuxなどオープンソースソフトウェアのOSの採用の動きや、オープンフォーマットなどWindows専用のオフィスソフトに縛られないファイルフォーマットの採用の動きがあり、またOSの役割を低下させるクラウドコンピューティングなどの動きもある。上記のようなマイクロソフトによる独占状態の影響もあり、フリーソフトウェア財団は「自由なソフトウェア」というテーマを掲げ、BadVistaなどたびたび「脱Windowsキャンペーン」を行っている。
OS市場の独占によるマイクロソフトの強靭な企業体力や統一された操作性が功を奏し、従業員教育にかかるコストが低下したことや、同一系統のプラットフォーム間におけるアプリケーションの互換性がある程度確保されていることに加え、サービス水準合意 (SLA) を締結すれば、競合他社より高品質なサポートを受けることが出来るため、金融機関などのインフラ系企業などを中心に独占状態による悪影響よりも良い影響のほうが大きいと考える者が多い。前述のメリットを活かし、さまざまな社会インフラの運用にも幅広く利用されているだけでなく、冒頭でも述べた通り、マイクロソフトによるほぼ完全な独自設計であることから他のOSとの互換性や移植性が非常に低く、非常に有用かつ代用が効かないアプリケーションや周辺機器を数多く抱える製品でもあるため、政財界からは電力会社や公共交通機関などのインフラ産業と同等の扱いを受けることも珍しくない。日本を含むいくつかの国や地域では、独占禁止法の適用除外の対象と見做され、政府機関との随意契約を締結するケースすら存在する。
また、日本や韓国など、いくつかの国や地域ではマイクロソフトとクライアントOSおよびウェブブラウザに関するSLA契約を独占的に締結しているだけでなく、2000年代頃においてはWindows APIを用いた専用のクライアントソフトやActiveXコントロールを用いていたため、電子政府サービスにWindowsと推奨ブラウザのInternet Explorerを用いるしかないという状況があった（Windowsマシンを持っていないユーザーは、ネットカフェや、街頭に設置されている専用の端末を用いてサービスを利用しなければならない）。
日本においては他社のOSやブラウザからのアクセスが原因で電子政府システムに障害が発生した場合には、民事および刑事上の責任を負う可能性がある。日本国内の金融機関も、マイクロソフトと、OSやブラウザに関するSLAを独占的に締結している事業者が多く、指定以外のOSやブラウザのバグによる重大事故への対策の観点から、macOS、Linux、スマートフォンなどからサービスを利用する行為を禁じている事例が少なくなかった。

## Windowsに関係する資格
マイクロソフト認定プロフェッショナル

マイクロソフト認定プロフェッショナル（Microsoft Certified Professional、MCP）はシステムエンジニアを対象にした資格制度。Windowsのネットワーク設計・構築・運用・保守や、Visual Studioを使ったアプリケーションの開発を主眼に据えた試験を行っている。
マイクロソフト認定アソシエイト
MCPが技術者向けの資格であるのに対し、マイクロソフト認定アソシエイト（Microsoft Certified Associate、MCA）はIT営業職やオペレーター職など、一般的なIT関連職層を対象にした技術認定資格といえる。日本のみでかつて実施されていた資格制度である。開始当初はMCA Platform（プラットフォーム）、MCA Database（データベース）、MCA Application（アプリケーション）の合計3科目であったが、2004年4月の改定でMCA Security（セキュリティ）の1科目が追加された。全科目に合格するとMCA Masterと呼ばれる。2013年12月27日にプロメトリックによる試験配信が終了した。後継としてはマイクロソフトテクノロジーアソシエイト (MTA) がある。
マイクロソフト認定アプリケーションスペシャリスト

マイクロソフト認定デスクトップサポートテクニシャン